# 2005 en rugby à XV
Cette page présente les faits marquants de l'année 2005 en rugby à XV : les principales compétitions et évènements liés au rugby à XV et rugby à sept ainsi que les décès de grandes personnalités de ces sports.

## Principales compétitions
- Celtic League (du 3 septembre 2004 au 26 mars 2005)
- Currie Cup (du ? juillet au ? octobre 2005)
- Challenge européen (du 23 octobre 2004 au 25 mai 2005)
- Championnat d'Angleterre (du 4 septembre 2004 au 14 mai 2005)
- Championnat de France (du ? septembre 2004 au 11 juin 2005)
- Coupe d'Angleterre (du ? 2004 au 16 avril 2005)
- Coupe d'Europe (du 22 octobre 2004 au 22 mai 2005)
- Super 12 (du 25 février au 28 mai 2005)
- Tournoi des six nations (du 5 février au 19 mars 2005)
- Tri-nations (du 30 juillet au 3 septembre 2005)

## Événements

### Février
- 5 février : 1er journée du Tournoi des Six Nations,
  - Resultats
    - France 16 - 9 Écosse au Stade de France à Saint-Denis.
    - Galles 11 - 9 Angleterre au Millennium Stadium de Cardiff.
- 6 février : 1er journée du Tournoi des Six Nations,
  - Résultats :
    - Italie 17 - 28 Irlande au Stade Flaminio de Rome.
- 12 février : 2e journée du Tournoi des Six Nations,
  - Resultats :
    - Italie 8 - 38 Galles au Stade Flaminio de Rome.
    - Écosse 13 - 40 Irlande au Murrayfield Stadium à Édimbourg.
- 13 février : 2e journée du Tournoi des Six Nations,
  - Résultats :
    - Angleterre 17 - 18 France au Stade de Twickenham à Londres.
- 26 février : 3e journée du Tournoi des Six Nations, 
  - Résultats
    - Écosse 18 - 10 Italie au Murrayfield Stadium à Édimbourg.
    - France 18 - 24 Galles au Stade de France à Saint-Denis.
- 27 février : 3e journée du Tournoi des Six Nations,
  - Resultats
    - Irlande 19 - 13 Angleterre à Lansdowne Road à Dublin.

### Mars
- 12 mars : 4e journée du Tournoi des Six Nations,
  - Résultats :
    - Irlande 19 - 26 France à Lansdowne Road à Dublin.
    - Angleterre 39-7 Italie au Stade de Twickenham à Londres.
- 13 mars : 4e journée du Tournoi des Six Nations, 
  - Résultats :
    - Écosse 22 - 46 Galles au Murrayfield Stadium à Édimbourg.
- 19 mars : 5e journée du Tournoi des Six Nations, 
  - Résultats :
    - Italie 13 - 56 France Stade Flaminio de Rome.
    - Galles 32 - 20 Irlande au Millennium Stadium de Cardiff.
    - Angleterre 43 - 22 Écosse Stade de Twickenham à Londres.
- Bilan du Tournoi des Six Nations
  - le XV du pays de Galles remporte le Tournoi en empochant son premier Grand Chelem depuis 1978[1] lors de cette édition ils s'adjugent également la Triple couronne. Dans le reste du classement le XV de France remporte le Trophée Giuseppe-Garibaldi en terminant a la 2e place du tournoi avec 4 victoires pour une seule défaite, l'Irlande termine sur la dernière marche du podium en remportant le Millennium Trophy ainsi que le Centenary Quaich alors que l'Italie décroche la cuillère de bois en terminant dernière avec aucune victoire.

### Mai
- 14 mai, Championnat d'Angleterre de rugby : London Wasps est champion d'Angleterre pour la troisième fois consécutive à la suite de sa victoire en finale face aux Leicester Tigers (39-14)[2].
- 21 mai, Challenge européen, finale : Sale Sharks (Angleterre) s'impose face à la Section paloise (France), 27-3.
- 21 mai, Bouclier européen, finale : FC Auch (France) s'impose sur Worcester Rugby (Angleterre), 23-10.
- 22 mai, Coupe d'Europe : le Stade toulousain (France) s'impose en finale face au Stade français (France) et remporte la 3e Coupe d'Europe de son histoire[3].
- 28 mai : les Crusaders remportent le Super 12 en battant les Waratahs par à 35 - 25[4].
- 29 mai, Coupe de Belgique : Boitsfort RC gagne la coupe en battant le Brussels Barbarians 32-13
- ? mai : vingt-neuvième édition de la Coupe Ibérique. Les Espagnols du Cetransa UEMC El Salvador l'emportent 40-34 face aux Portugais de l'AA Coimbra, glanant ainsi leur quatrième titre dans la compétition.

### Juin
- 11 juin, Top 16, finale : Biarritz olympique remporte le titre de champion de France face au Stade français Paris, 37-34 après prolongation.

- Tournée française dans l'hémisphère sud :
  - 18 juin : test match à Durban : Afrique du Sud 30-30 France
  - 25 juin : test match à Port Elizabeth : Afrique du Sud 27-13 France
- Tournée des Lions Britanniques et Irlandais en Nouvelle-Zélande :
  - 25 juin : Test match, défaite 21-3 contre les All Blacks

### Juillet
- Tournée française dans l'hémisphère sud :
  - 2 juillet : test match à Brisbane, Australie 37-31 France

- Tournée des Lions Britanniques et Irlandais en Nouvelle-Zélande :
  - 2 juillet : test match, défaite 48-18 contre les All Blacks
  - 9 juillet : test match, défaite 38-19 contre les All Blacks.

- Tri-nations
  - 30 juillet : Afrique du Sud 22–16 Australie

### Août
- 6 août, Tri-nations : Afrique du Sud 22–16 Nouvelle-Zélande
- 13 août, Tri-nations : Australie 13-30 Nouvelle-Zélande
- 19 août, Top 14 : reprise du championnat avec une poule réduite à 14 équipes au lieu de 16. Biarritz olympique gagne la première rencontre face au RC Toulon.
- 20 août, Tri-nations : Australie 19-22 Afrique du Sud
- 27 août, Tri-nations : Nouvelle-Zélande 31-27 Afrique du Sud

### Septembre
- 3 septembre, Tri-nations : Nouvelle-Zélande 34-24 Australie.
- Bilan du Tri-Nations :
  - Victoire des All Blacks dans le Tri-nations 2005, sixième victoire en dix ans.

### Novembre
- 5 novembre, tournées d'automne: 
  - Résultats :
    - France 26 - 16 Australie  au Stade Vélodrome à Marseille.
    - Pays de Galles 3 - 41 Nouvelle-Zélande au Millennium Stadium à Cardiff.
    - Argentine 23 - 34 Afrique du Sud au Stade José-Amalfitani à Buenos-Aires.
- 11 novembre : tournées d'automne, 
  - Resultats :
    - Pays de Galles 11 - 10 Fidji au Millenium Stadium à Cardiff.
- 12 novembre, tournées d'automne : 
  - Résultats :
    - France 50 - 6 Canada au Stade de la Beaujoire à Nantes.
    - Angleterre 26 - 16 Australie au Stade de Twickenham à Londres.
    - Irlande 7 - 45 Nouvelle-Zélande  à Lansdowne Road à Dublin.
    - Italie 48 - 0 Tonga au Stadio Lungobisenzio à Prato.
    - Écosse 19 - 23 Argentine au Murrayfield Stadium à Édimbourg

- 17 novembre : l'International Rugby Board confie l'organisation de la Coupe du monde de rugby 2011 à la Nouvelle-Zélande alors que le Japon faisait figure de favori.

- 19 novembre, tournées d'automne : 
  - Résultats : 
    - France 43 - 8 Tonga au Stadium municipal à Toulouse.
    - Angleterre 19 - 23 Nouvelle-Zélande au Stade de Twickenham à Londres.
    - Italie 22 - 39 Argentine au Stade Luigi-Ferraris à Gênes.
    - Irlande 14 - 30 Australie à Lansdowne Road à Dublin.
    - Pays de Galles 16 - 33 Afrique du Sud au Millenium Stadium à Cardiff.
- 20 novembre, tournées d'automne :
  - Résultats :
    - Écosse 18 - 11 Samoa au Murrayfield Stadium à Édimbourg.
- 26 novembre, tournées d'automne : 
  - Résultats :
    - France 26 - 20 Afrique du Sud au Stade de France à Saint-Denis.
    - Angleterre 40 - 3 Samoa au Stade de Twickenham à Londres.
    - Irlande 43 - 12 Roumanie à Lansdowne Road à Dublin.
    - Pays de Galles 24-22 Australie au Millenium Stadium à Cardiff.
    - Écosse 22 - 39 Nouvelle-Zélande au Murrayfield Stadium à Édimbourg.
    - Italie 23 - 18 Fidji au Stadio Brianteo à Monza.
- BILAN FRANÇAIS
  - Deuxième fois que l'équipe de Bernard Laporte remporte tous ses matches d'automne :
    - 05/11 à Marseille    France 26-16 Australie
    - 12/11 à Nantes      France 50-6 Canada
    - 19/11 à Toulouse     France 43-8 Tonga
    - 26/11 au Stade de France France 26-20 Afrique du Sud
- LES NUMÉRO UN
  - En battant (29-10) les Écossais, les All-Blacks ont réussi samedi, à Édimbourg, le second Grand Chelem de leur histoire dans les Iles Britanniques. Ils ont vaincu plus tôt dans le mois à Cardiff (41-3) le pays de Galles, à Lansdowne Road (45-7) l'Irlande et à Twickenham (23-19) l'Angleterre; la saison 2005 est un grand cru avec la victoire face aux Lions (3-0) et la conquête du Tri-nations…
- Le demi d'ouverture néo-zélandais Daniel Carter a été désigné meilleur joueur de l'année 2005 par un jury de l'International Rugby Board (IRB). L' équipe de Nouvelle-Zélande a été désignée équipe de l'année 2005 alors que Graham Henry a été désigné entraîneur de l'année.

### Décembre
- 4 décembre : tournées d'automne, une équipe d'Argentine privée de ses titulaires habituels perd 28 à 12 contre les Samoa
  - Resultats
    - Argentine 12 - 28 Samoa au Cricket Club Ground de Buenos Aires.
- 9 décembre : 3e journée de Coupe d'Europe : Castres voit ses ambitions s'envoler… Défaite à domicile contre Sale
  - Résultats :
    - Castres olympique 16 - 20 Sale
    - Ulster 19 - 10 Saracens
- 10 décembre : 3e journée de Coupe d'Europe : Jonah Lomu a joué une heure ! Le stade champêtre de Calvisano était à la fête. Samedi, 3e journée de la Coupe d'Europe, l'équipe italienne accueillait Cardiff, où était titulaire Jonah Lomu de retour à la compétition après plus de trois ans d'absence et une transplantation rénale. L'ancien ailier des All Blacks a disputé une heure de jeu avant d'être remplacé. Peu sollicité (Cardiff a inscrit quatre essais), Lomu a quand même initié l'action aboutissant au premier des quatre réalisations.
  - Résultats :  
    - Newport 8 - 24 Munster
    - Ghial Rugby Calvisano 10 - 25 Cardiff Blues
    - Bath 31 - 26 Glasgow Rugby
    - Clermont-Auvergne 12 - 16 Stade français
    - Édimbourg 13 - 20 Toulouse
    - Leinster 53 - 7 Bourgoin
- 11 décembre : 3e journée de Coupe d'Europe :
  - Résultats
    - Llanelli Scarlets 21 - 13 London Wasps
    - Leeds Tykes 21 - 20 Perpignan
    - Leicester Tigers 30 - 12 Ospreys
    - Biarritz olympique 34 - 7 Benetton Trevise
- 16, 17, 18 décembre : 4e journée de la Coupe d'Europe : Biarritz gagne à Trévise avec le bonus (38-24) et Bourgoin s'impose enfin contre le Leinster (30-28). Le Stade français écrase Clermont 47-28. Perpignan domine difficilement Leeds (12-8) et devra disputer un match capital à Cardiff. Un objectif très jouable pour Toulouse, vainqueur d'Édimbourg (35-13). Castres, corrigé à Sale (35-3), est éliminé. Biarritz et le Stade français ont leurs destins en mains.
  - Résultats : 
    - Glasgow Rugby 10 - 29 Bath
    - Stade toulousain 35 - 13 Édimbourg
    - Sale Sharks 35 - 3 Castres olympique
    - Saracens 18 - 10 Ulster
    - Benetton Rugby Trévise 24 - 38 Biarritz olympique
    - Cardiff Blues 43 - 16 Rugby Calvisano
    - Bourgoin 30 - 28 Leinster Rugby
    - Stade français Paris 47- 28 ASM Clermont Auvergne
    - Munster 30 - 18 Newport
    - USA Perpignan 12 - 8 Leeds Tykes
    - Neath-Swansea Ospreys 15 - 17 Leicester Tigers
    - London Wasps 48 - 17 Llanelli Scarlets

## Principaux décès
- 10 janvier : Fernand Cazenave, joueur de rugby français.
- 24 février : Jean Prat, joueur de rugby français.
- 3 mars : Roger Martine, joueur de rugby français.
- 17 mars : Vic Roberts, joueur de rugby anglais.
- 4 octobre : Jeff Young, joueur de rugby à XV gallois.
- 16 novembre : Jean Liénard, joueur de rugby français.
- 17 décembre : Jacques Fouroux, joueur puis entraîneur de rugby à XV français.
- 22 décembre : L'ancien Toulousain Roger Viel, joueur de rugby à XV français.